# Большая Усманова
Большая Усманова — деревня в Аргаяшском районе Челябинской области. Входит в состав Акбашевского сельского поселения.
Деревня основана в середине 18 века на месте выселков айлинских башкир.
Во время Гражданской войны в окрестностях проходили бои.

## География
Расположена в юго-восточной части района, на берегу реки Медиак. Расстояние до районного центра, села Аргаяш, 27 км.

## Население
| 2002 | 2010 |
| ---- | ---- |
| 335  | ↘285 |

(в 1873 — 240, в 1900 — 290, в 1916 — 421, в 1970 — 341, в 1983 — 285, в 1995 — 277).

## Улицы
- Восточный переулок
- Комсомольская улица
- Пионерская улица
- Речная улица
- Садовая улица
- Улица Зеленая роща
- улица Кинжабая Гилязова

## Инфраструктура
- Отделение «Усманова»
- Сельский клуб
- МЕСТНАЯ МУСУЛЬМАНСКАЯ РЕЛИГИОЗНАЯ ОРГАНИЗАЦИЯ МАХАЛЛЯ-МЕЧЕТЬ № 964 Д. БОЛЬШАЯ УСМАНОВА АРГАЯШСКОГО РАЙОНА РЕГИОНАЛЬНОГО ДУХОВНОГО УПРАВЛЕНИЯ МУСУЛЬМАН ЧЕЛЯБИНСКОЙ ОБЛАСТИ В СОСТАВЕ ЦЕНТРАЛЬНОГО ДУХОВНОГО УПРАВЛЕНИЯ МУСУЛЬМАН РОССИИ